# Alexandre Vladimirovitch Goussev
Pour les articles homonymes, voir Goussev.
Alexandre Vladimirovitch Goussev (en russe : Александр Владимирович Гусев, 5 juillet 1917 – 31 décembre 1999), orthographié à l’anglaise Gussev ou Gusev dans la littérature scientifique, était un helminthologiste russe spécialiste de Monogènes,.
Goussev a été un étudiant du parasitologiste soviétique V. A. Dogiel. Il a travaillé à l'Institut de Zoologie de Léningrad, devenu ensuite Saint-Pétersbourg, en Russie. Il a obtenu sa thèse (PhD) en 1953 et son Doctorat ès Sciences (DrSc) en 1973. Goussev a écrit plus de 220 publications sur la systématique, la faunistique, la morphologie, le développement, la biologie et la zoogéographie des parasites de poissons.
Goussev est surtout connu pour son travail sur les Monogenea, un groupe de Plathelminthes parasites des poissons d'eau douce et de mer. Il a été un des leaders mondiaux dans cette discipline et a décrit plus de 200 nouvelles espèces de monogènes. Il a aussi été l'auteur d'un manuel sur les méthodes de collecte et de préparation des monogènes.

## Récompenses
- Certificat d'honneur du Præsidium de l'Académie des Sciences de l'URSS
- Membre d'Honneur de l'American Society of Parasitologists (1978)
- Membre d'Honneur de la Czechoslovakia Parasitological Society (1990)

## Engagement politique
Goussev a protesté contre l'invasion de la Tchécoslovaquie par le Pacte de Varsovie en 1968.

## Taxons nommés en son honneur
Une translittération simple de son nom depuis le Russe (Гусев) vers l'anglais est Gusev (avec un seul s), mais la prononciation en Russe est Gussev (comme s'il y avait deux s) et les citations dans la littérature scientifique occidentale utilisent généralement cette orthographe. De ce fait, la plupart des taxons de niveau espèce nommés en l'honneur de Goussev sont généralement gussevi. La liste des espèces comprend Ancyrocephalus gussevi Dontsov, 1972, Bravohollisia gussevi Lim, 1995, Calydiscoides gussevi Oliver, 1984, Cosmetocleithrum gussevi Kritsky, Thatcher & Boeger, 1986, Dactylogyroides gussevi Hossain, Chandra & Mohanta, 2001, Dactylogyroides gussevia Singh, Anuradha & Arya, 2003, Diplozoon gussevi Glaser & Glaser, 1964, Dogielius gussevi Singh & Jain, 1988, Gyrodactyloides gussevi Bychowsky & Polyansky, 1953, Lamellodiscus gussevi Sanfilippo, 1978, Ligophorus gussevi Miroshnichenko & Maltsev, 2004, Mazocraes gussevi Agrawal & Sharma, 1989, Microcotyle gussevi Gupta & Krishna, 1980, Protogyrodactylus gussevi Bychowsky & Nagibina, 1974, Silurodiscoides gussevi Singh, Kumari & Agrawal, 1992, Trianchoratus gussevi Lim, 1987. Toutes ces espèces désignent des Monogenea. Toutefois, les noms des espèces Lepeophtheirus gusevi Moon & Kim, 2012 (copépode) et Neopavlovskioides gusevi Rodyuk, 1986 (Monogenea) sont basés sur l'orthographe à un seul s.
Goussev est aussi honoré par un nom de genre, Gussevia Kohn & Paperna, 1964. Gussevia a été considéré comme un synonyme junior d’Urocleidoides Mizelle and Price, 1964 par Kritsky et Thatcher en 1983 mais a été ressuscité et est donc maintenant un nom valide. Gussevia est un genre de Monogenea parasites de poissons Cichlidae Néotropicaux.

## Listes des travaux principaux

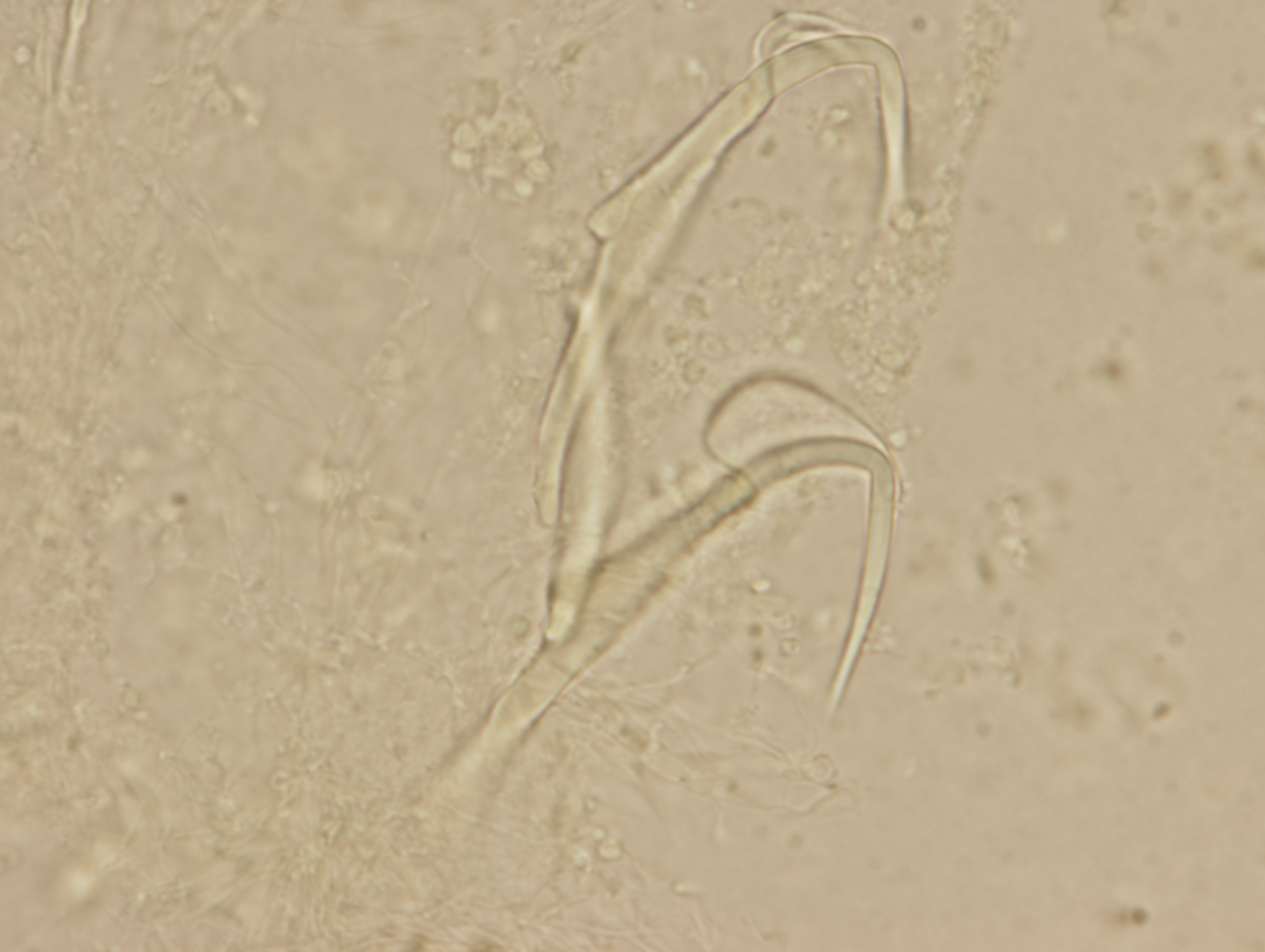
Dactylogyrus baueri Gussev, 1955, une espèce de monogène décrite par Goussev

Cette liste provient d'une page web de l'Institut de Zoologie de Saint-Pétersbourg; noter l'utilisation de l'orthographe 'Gusev' - avec un seul s).
- Gusev A.V. Materials on the monogenetic trematodes of the Amur River. Trudy Zoologicheskogo Instituta AN SSSR, 1953; 13: 127-136.
- Gusev A.V. Monogenetic trematodes of fish of the Amur river system. Trudy Zoologicheskogo Instituta AN SSSR, 1955; 19: 172-398.
- Gusev A.V. New species of monogenetic trematodes from the gills of Squaliobarbus curriculus from rivers of China. Trudy Zoologicheskogo Instituta AN SSSR, 1955; 21: 119-124.
- Gusev A.V. New species of Monogenoidea from fishes of Ceylon. Bulletin of the Fisheries Research Station, Ceylon, 1963; 16: 53-93.
- Ergens R. and Gusev A.V. Dactylogyrus prostae Molnar, 1964 (Monogenoidea) aus den Kiemen von Leuciscus cephalus (L.) und Leuciscus cephalis orientalis Nordmann. Ceskoslovenska Parasitologie, 1965; 12:323-325.
- Gavrilova N.G. and Gusev A.V., and Dzhalilov U. Dactylogyrids from Capoetobrama kuschakewitschi (Kessler). Trudy Zoologicheskogo Instituta AN SSSR, 1965; 35: 132-136.
- Gusev A.V. Dactylogyrids from Capoetobrama kuschakewitschi (Kessler). Trudy Zoologicheskogo Instituta AN SSSR, 1965; 35: 132-136.
- Gusev A.V. Dactylogyrids from Tinca tinca (L.). Trudy Zoologicheskogo Instituta AN SSSR, 1965; 35: 126-131.
- Gusev A.V. Some new species of Dactylogyrus from the European freshwater fishes. Folia Parasitologica, 1966; 13(4): 289-321.
- Glaser H.-J. and Gusev A.V. Certain errors in the system of classification of European dactylogyrids. Parasitologiya, 1967; 1(6): 535-438.
- Gusev A.V. New species of Dactylogyrus from fishes of the Far East. Parazitologicheskii Sbornik, 1967; 23: 250-255.
- Gusev A.V. Two new Gyrodactylus species (Monogenoidea) from Cyprinid fishes from the Eastern USSR. Folia Parasitologica, 1975; 22(1): 85-87.
- Gusev A.V. Freshwater Indian Monogenoidea. Principles of systematics, analysis of the world faunas and their evolution. Indian Journal of Helminthology, 1976; 25/26: 1-241.
- Gusev A.V. Gyrodactylus costatae sp.n. (Gyrodactylidae: Monogenoidea) from Lefua costata (Kessler) . Folia Parasitologica, 1976; 23(2): 186.
- Gusev A.V. Monogenoidea of freswater fishes. Principles of systematics, analysis of world fauna and its evolution. Parazitologicheskii Sbornik, 1978; 28: 96-198.
- Gusev A.V. Gyrodactylus incognitus sp.n. (Monogenoidea) from Noemacheilus strauchi from Middle Asia. Folia Parasitologica, 1980; 27(1): 91-92.
- Aligadzhiev A.D.; Gusev A.V., and Kazieva N.Sh. A new species of monogeneans from gills of Rutilus rutilus caspicus. Parasitologiya, 1984; 18(5): 412-415.
- Gusev A.V. and Dzhalilov U.D. A new species of Dactylogyrus (Monogenea) from Varicorhinus. Parasitologiya, 1984; 18(6): 487-488.
- Krasyukova Z.V. and Gusev A.V. Description of a new species Gyrinocheilus monchadskii sp.n. (Cypriniformes, Gyrinocheilidae) and a new species of its parasite the Monogenea Dactylogyrus lindbergi sp. n. (Dactylogyridea, Dactylogyridae). Trudy Zoologicheskogo Instituta AN SSSR, 1987; 162: 67-72.
- Gusev A.V., Jalali B. and Molnar K. New and known species of Dactylogyrus Diesing,1850 (Monogenea, Dactylogyridae) from Iranian freshwater cyprinid fishes. Systematic Parasitology, 1993; 25: 221-228.
- Gusev A.V., Ali N.M., Abdul-Ameer K.N., Amin S.M., and Molnar K. New and known species of Dactylogyrus Diesing, 1850 (Monogenea, Dactylogyridae) from cyprinid fishes of the River Tigris, Iraq. Systematic Parasitology, 1993; 25: 229-237.
- Gusev A.V. Six new species of the genus Dactylogyrus (Monogenea: Dactylogyridae) from Iranian freshwater fishes. Zoosystematica Rossica, 1993; 2(1): 29-35.